# 西九演藝中心

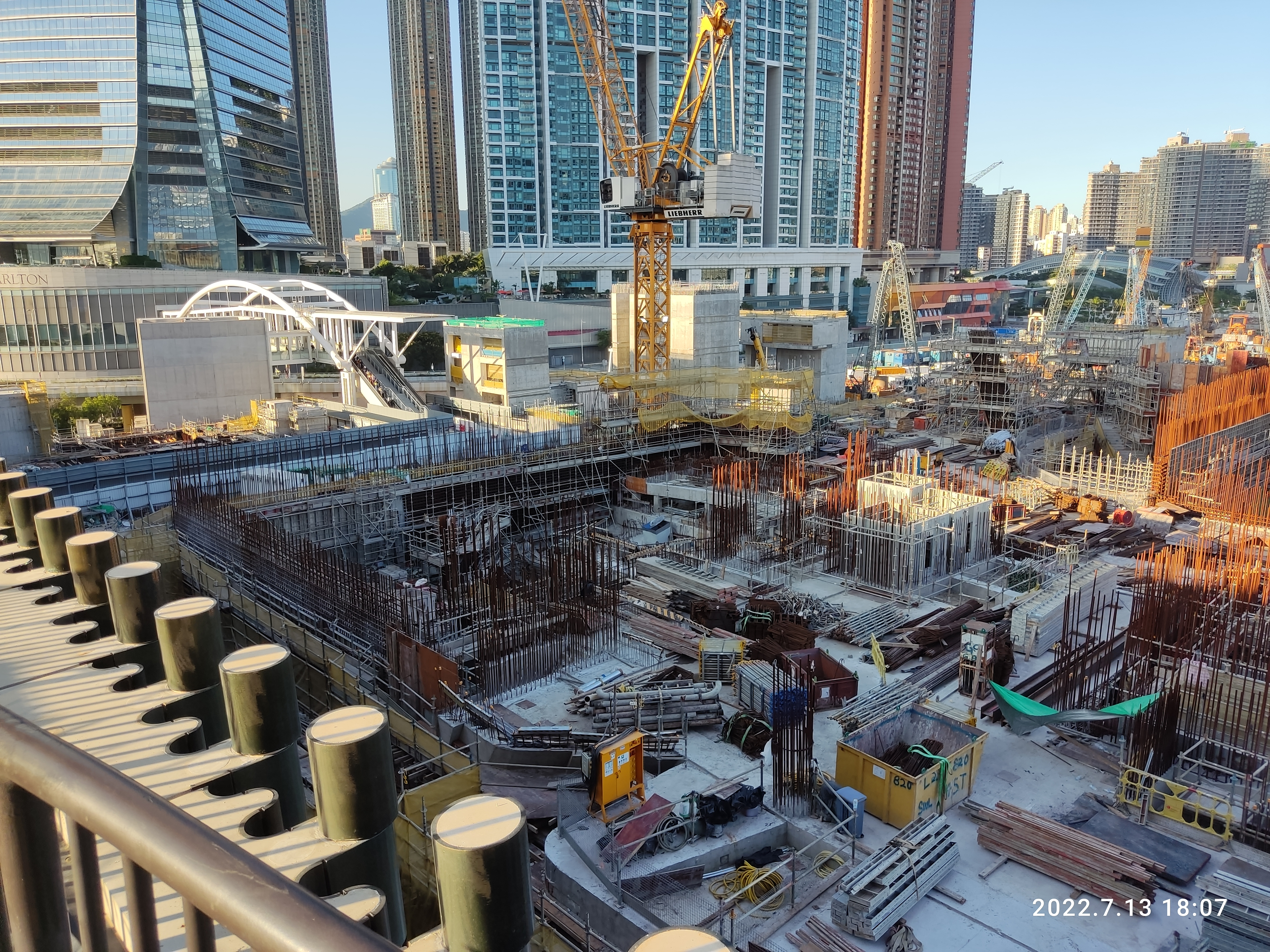
西九演藝中心工地（2022年7月）

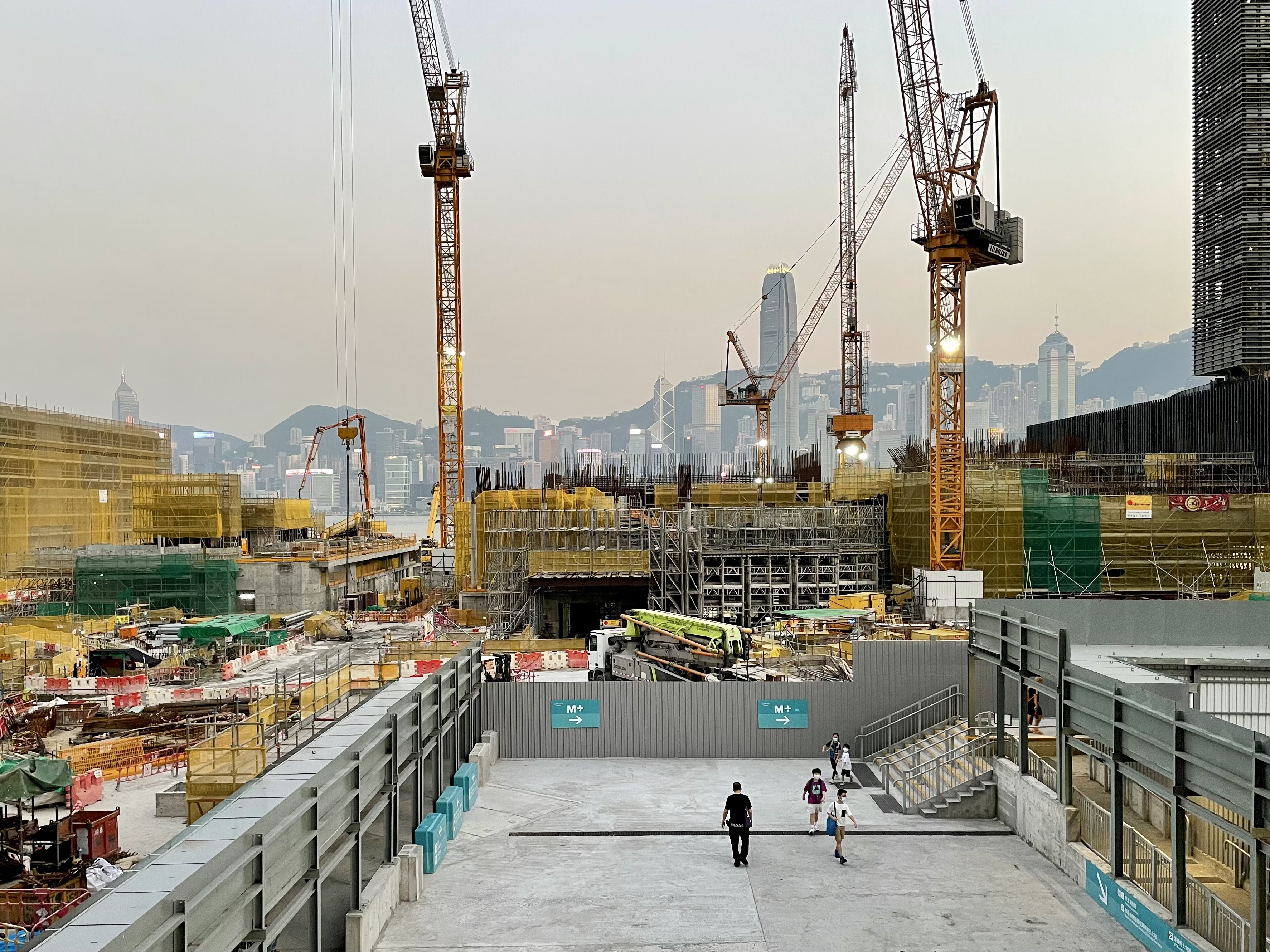
西九演藝中心工地（2022年4月）

西九演藝中心（英語：WestK Performing Arts Centre），又稱演藝綜合劇場（Lyric Theatre Complex），是香港西九文化區內的一個綜合表演藝術場地，由 UNStudio（荷蘭）及AD+RG（香港）聯合設計，設有可容納1,450個座位的演藝劇場、600個座位的中型劇場和270多個座位的小型劇場；大樓內亦設有多個排練場地和一個駐區藝團中心。中心同時設有8間舞蹈和排練室、一間大型排練廳、駐區藝團辦公室、詢問及售票處、餐廳、天台花園及貫穿海旁和藝術廣場的通道。

## 建造
2017年6月10日，西九文化區管理局向立法會提交文件指出，演藝中心設計顧問已提交最終詳細設計。演藝中心位於M+大樓旁，地基工程已於2016年1月展開，所有打樁工程、挖掘及側向支撐工程已於2017年5月初完成；地基工程合約整體進度大致按計劃進行，整項工程預期於2021年完成。西九文化區管理局分別在2018年1月及11月，聘用金門建築，進行演藝中心及地庫的工程，兩分合約分為L1及L2。
2018年9月29日，行政長官林鄭月娥表示演藝中心的基礎工程已經展開，目標是在2022年開幕。
2019年9月25日，演藝中心和綜合地庫地盤出現地陷和水浸情況，西九文化區管理局承認，地盤已經不是第一次出現滲水，但指今次滲水位置低，水壓因而較大令泥土被沖散，造成地陷，以及工地有20%至25%範圍出現水浸。不過，管理局指事件與設計或施工程序無關，並強調工程在2023/2024年完工的目標不變，造價也不會因此上升。地盤七月時曾發現地陷及水浸，迫令相關工程要一度暫緩挖掘工作。2019年10月29日，西九管理局指，現時劇場大部分工程已經復工。

## 外部連結
- 官方網站（页面存档备份，存于）
- 演艺综合剧场 - UNStudio